# Banksia violacea
Banksia violacea é uma espécie de arbusto da família Proteaceae endêmica da Austrália. Foi descrita cientificamente pelo botânico Charles Gardner.